# Idiomas de Malasia
Las lenguas de Malasia pertenecen a las familias austroasiática y malayo-polinesia. El idioma nacional u oficial es el malayo, que es la lengua materna de la mayoría del grupo étnico malayo. Los principales grupos étnicos dentro de Malasia son los malayos, los chinos y los indios, con muchos otros grupos étnicos representados en números más pequeños, cada uno con su propio idioma. Los idiomas nativos más importantes que se hablan en el este de Malasia son los idiomas iban, dusunic y kadazan. El inglés es ampliamente comprendido y hablado en las industrias de servicios y es una asignatura obligatoria en la escuela primaria y secundaria. También es el idioma principal que se habla en la mayoría de los colegios y universidades privados. El inglés puede tener prioridad sobre el malayo en ciertos contextos oficiales según lo dispuesto por la Ley de idiomas nacionales, especialmente en los estados de Sabah y Sarawak, donde puede ser el idioma oficial de trabajo.
Malasia tiene hablantes de 137 lenguas vivas, 41 de las cuales se encuentran en Malasia peninsular. El gobierno ofrece educación en el nivel primario en cada uno de los tres idiomas principales, malayo, mandarín y tamil. Dentro del malayo y el tamil hay una serie de diferencias dialectales. Hay una serie de idiomas propios de las etnias chinas que se originaron en el sur de China, que incluyen el chino Yue, el Min y el Hakka.

## Malayo
El idioma oficial de Malasia es la forma estandarizada malaya del idioma malayo (malayo: bahasa malayo ). Hay 10 dialectos del malayo que se utilizan en Malasia.  El malayo se volvió predominante después del incidente del 13 de mayo. Una variante del idioma malayo que se habla en Brunéi también se habla comúnmente en el este de Malasia.[cita requerida] El malayo estándar es a menudo un segundo idioma después del uso de un dialecto malayo local. El idioma estándar se promueve como un símbolo unificador para la nación en todas las etnias, vinculado al concepto de Bangsa Malaysia (raza malaya). El estatus como lengua nacional está codificado en el artículo 152 de la constitución . La aprobación de la Ley del idioma nacional de 1963/67 también fortaleció la posición del idioma. La Ley de educación de 1996 reitera que el malayo debe ser "el principal medio de instrucción en todas las instituciones educativas del sistema educativo nacional", con algunas excepciones.

## Otras lenguas indígenas
Los ciudadanos de origen minangkabau, bugis o javanés, que pueden ser clasificados como "malayos" según las definiciones constitucionales, también pueden hablar sus respectivas lenguas ancestrales. Las tribus nativas del este de Malasia tienen sus propios idiomas que están relacionados con el malayo, pero se distinguen fácilmente del mismo. El Iban es el idioma tribal principal en Sarawak, mientras que los nativos de Sabah hablan los idiomas Dusun y Kadazan . Algunos de estos idiomas siguen siendo fuertes y se utilizan en la educación y la vida diaria.  Sabah tiene décimas lenguas subétnicas, Bajau, Bruneiano, Murut, Lundayeh / Lun Bawang, Rungus, Bisaya, Iranun, Sama, Suluk y Sungai . Hay más de 30 agrupaciones nativas, cada una de las cuales tiene su propio dialecto. Estos idiomas están en peligro de desaparecer, a diferencia de los principales, como el kadazandusuns, que han desarrollado programas educativos. Iban también ha desarrollado un programa educativo. Los idiomas de la península se pueden dividir en tres grupos principales, negrito, senoi y malayo, divididos en 18 subgrupos.  El Semai se usa en educación.  El tailandés también se habla en el norte de la península, especialmente en el norte de Kedah y Langkawi, Perlis, norte de Perak, norte de Terengganu y norte de Kelantan.

## Inglés
El inglés malayo, también conocido como inglés estándar malayo (MySE), es una forma de inglés derivada del inglés británico, aunque hay poco uso oficial del término, excepto en relación con la educación. El inglés se usó brevemente en el Parlamento después de la independencia (entonces como Federación de Malaya), antes de una transición gradual y completa al idioma malayo, y continuó usándose hoy para terminologías específicas con permiso. El inglés, sin embargo, sigue siendo un idioma oficial en las Asambleas Legislativas y los Tribunales de Sabah y Sarawak. El inglés malasio difiere poco del inglés británico estándar.
El inglés malayo también tiene un amplio uso en los negocios, junto con el manglish, que es una forma coloquial de inglés con fuertes influencias malayas, chinas y tamil. La mayoría de los malayos hablan inglés, aunque algunos solo dominan el idioma manglish. El gobierno de Malasia desalienta oficialmente el uso del manglish. Muchas empresas de Malasia realizan sus transacciones en inglés y, a veces, se utiliza en la correspondencia oficial.
La constitución federal establece que el inglés continuará sirviendo como idioma oficial durante al menos 10 años después de Merdeka hasta que el parlamento disponga lo contrario. La aprobación de la Ley del idioma nacional reiteró la primacía del malayo como idioma oficial para la mayoría de los propósitos oficiales, sin embargo, la ley prevé el uso del inglés en ciertos contextos oficiales. Entre estos, la sección 5 establece que el inglés puede usarse en el parlamento y las asambleas estatales con el permiso del presidente. El artículo 152 (3) de la constitución y las secciones 6 a 7 de la Ley del idioma nacional establecen que todas las leyes federales y estatales deben promulgarse en malayo e inglés.
El Acuerdo de Malasia preveía el uso continuo del inglés en Sabah y Sarawak para cualquier propósito oficial. En virtud del artículo 161 (3) de la constitución, la legislación federal que afecta al uso del inglés en Sabah y Sarawak no se convertirá en ley en estos estados a menos que sea aprobada por sus respectivas asambleas legislativas. Sarawak no ha adoptado la Ley de idiomas nacionales; mientras tanto, Sabah ha enmendado su constitución para establecer el malayo como "el idioma oficial del gabinete y la asamblea del estado".
El inglés fue el idioma predominante en el gobierno hasta 1969. Existe una tensión significativa con respecto al estado y el uso del inglés en el país, ya que el idioma se considera tanto una imposición colonial histórica como una habilidad crucial para el rendimiento académico y los negocios globales. El inglés sirvió como medio de instrucción para matemáticas y ciencias en todas las escuelas públicas según la política de PPSMI, pero volvió al bahasa malayo en las escuelas nacionales y en los idiomas El Grupo de Acción de Padres para la Educación y el ex primer ministro Tun Dr. Mahathir Mohamad han pedido que se enseñen ciencias y matemáticas en inglés nuevamente.

## Lengua china y regiolectos
En conjunto, el chino estándar (mandarín) y su dialecto malasio son las formas más habladas entre el chino malasio, ya que es una lengua franca para los chinos que hablan variedades mutuamente ininteligibles; El mandarín es también el idioma de instrucción en las escuelas chinas y un idioma importante en los negocios. 
Como la mayoría de los chinos malayos tienen ascendencia de las provincias del sur de China, en Malasia se hablan varias variedades del sur de China (además del chino estándar mandarín) que se originó en el norte de China y se introdujo a través del sistema educativo). Las variedades de chino más comunes en la península de Malasia son el min nan, cantonés, hakka, hainanés, y el fuzhou. El chino min nan se habla principalmente en Penang, el norte de Perak y Kedah, mientras que el cantonés se habla principalmente en Ipoh y Kuala Lumpur . En Sarawak, la mayoría de los chinos hablan min nan, fuzhou o hakka. El hakka predomina en Sabah, excepto en la ciudad de Sandakan, donde el cantonés se habla con más frecuencia a pesar de los orígenes hakka de los chinos que residen allí.
Al igual que con los jóvenes malasios de otras etnias, la mayoría de los jóvenes chinos son multilingües y pueden hablar al menos tres idiomas con una fluidez al menos moderada: mandarín, inglés y malayo, así como su regiolecto chino y / o el regiolecto chino dominante en su área. Sin embargo, la mayoría de los regiolectos chinos están perdiendo terreno frente al mandarín, debido a su prestigio y uso como lengua de instrucción en las escuelas vernáculas chinas. Algunos padres hablan exclusivamente en mandarín con sus hijos. Algunos de los regiolectos menos hablados, como el hainanés, se enfrentan a la extinción.

## Tamil
El tamil y su dialecto malasio son utilizados predominantemente por los tamiles, que forman la mayoría de los indios malasios. Se utiliza especialmente en Malasia peninsular . La Ley de educación de 1996 regula el uso del tamil como medio de instrucción en el nivel primario en las "escuelas de tipo nacional" y también autoriza a los niños tamiles a obtener clases de tamil en las escuelas primarias y secundarias nacionales (que utilizan el malayo como medio de enseñanza). instrucción), siempre que "sea razonable y factible hacerlo y si los padres de al menos quince alumnos de la escuela así lo solicitan".
Los inmigrantes de habla tamil a Malasia procedían de dos grupos, los tamiles de Sri Lanka que hablaban dialectos tamil de Sri Lanka, como el dialecto tamil de Jaffna, y los tamiles indios que hablaban dialectos de Tamil Nadu. Estos dialectos reflejaban diferencias de clase, siendo los tamiles de Sri Lanka más educados y supervisando a los tamiles indios, que se desempeñaban principalmente como trabajadores en las plantaciones de caucho. Estas dos comunidades con sus dialectos muy diferentes permanecieron mayoritariamente separadas en Malasia, formando dos comunidades tamiles separadas. El tamil se está volviendo menos común entre la población tamil más educada, siendo reemplazado predominantemente por el inglés y en una minoría por el malayo. Las escuelas de lengua tamil se consideran menos ventajosas que las escuelas de lengua inglesa, lo que ofrece pocas perspectivas de avance socioeconómico. Si bien el gobierno de Malasia brinda un apoyo limitado para la educación primaria en tamil, la escuela secundaria solo se imparte en malayo y no hay escuelas privadas en tamil. El uso del tamil sigue siendo común entre la comunidad tamil menos educada, que a menudo continúa viviendo en sus propias comunidades en o cerca de plantaciones, o en asentamientos urbanos de ocupantes ilegales.
Un pequeño grupo de ex hablantes de tamil, el Chitty, habla casi en su totalidad malayo.

## Otros idiomas indios
Se sabe que los malayalees en Malasia son la segunda etnia india más grande, después de los tamiles . Los malayalees se pueden encontrar en los estados de la costa oeste, principalmente en Penang, Perak, Selangor, Negeri Sembilan, Malacca y Johore . Se pueden clasificar en 3 grandes grupos; obreros, comerciantes, funcionarios públicos y dependientes. Los trabajadores malayalee eran predominantemente hindúes de las regiones de Palakkad y Cannannore en Malabar. Estas comunidades hablaban el dialecto del sur de Malabar y el dialecto de Kannur. Algunos de los trabajadores que no estaban asociados con el sistema Kangani fueron colocados en propiedades que tenían etnias mixtas, en su mayoría tamiles . Por lo tanto, estos trabajadores se mezclan con los tamiles y finalmente usaron vocabularios tamil en su idioma. Algunos incluso han recibido educación tamil formal, lo que finalmente los llevó a no hablar malayalam como su primer idioma, sino tamil. Los comerciantes de habla malayalam que llegaron a Malaya eran en su mayoría de las comunidades musulmanas de Malabar . Hablaban el dialecto Moplah, que tiene influencia del idioma árabe y persa . Este dialecto en particular todavía se usa entre los musulmanes malabari de hoy. Además, los malayalees que fueron empleados como secretarios de bienes raíces y puestos semiprofesionales en la administración pública malaya son hindúes y cristianos de Cochin y Travancore, según fueron educados. Estas personas hablaban dialectos malayalam que son similares al malayalam estándar que se habla hoy.  Muchos jóvenes de la comunidad malayalee no pueden hablar su lengua materna con fluidez debido al uso del inglés entre los malayalees urbanos educados y la dominación del tamil, como lengua franca de los indios malasios . Hoy en día, hay aproximadamente más de 200.000 hablantes de malayalam en Malasia.
También se hablan otros idiomas del sur de Asia, como bengalí, hindi, punjabi, cingalés y telugu .

## Criollos
Un pequeño número de malasios tiene ascendencia euroasiática y habla idiomas criollos, como los criollos malaquecos de origen portugués. Un criollo de origen español, zamboangueño, un dialecto del chavacano, se ha extendido a Sabah desde el sur de Filipinas .

## Las lenguas de signos
Los lenguajes de señas incluyen el lenguaje de señas de Malasia y el antiguo lenguaje de señas de Selangor y el lenguaje de señas de Penang . No se utiliza lenguaje de señas en la educación de los sordos. En su lugar, se utiliza malayo codificado manualmente.

## Lista de idiomas

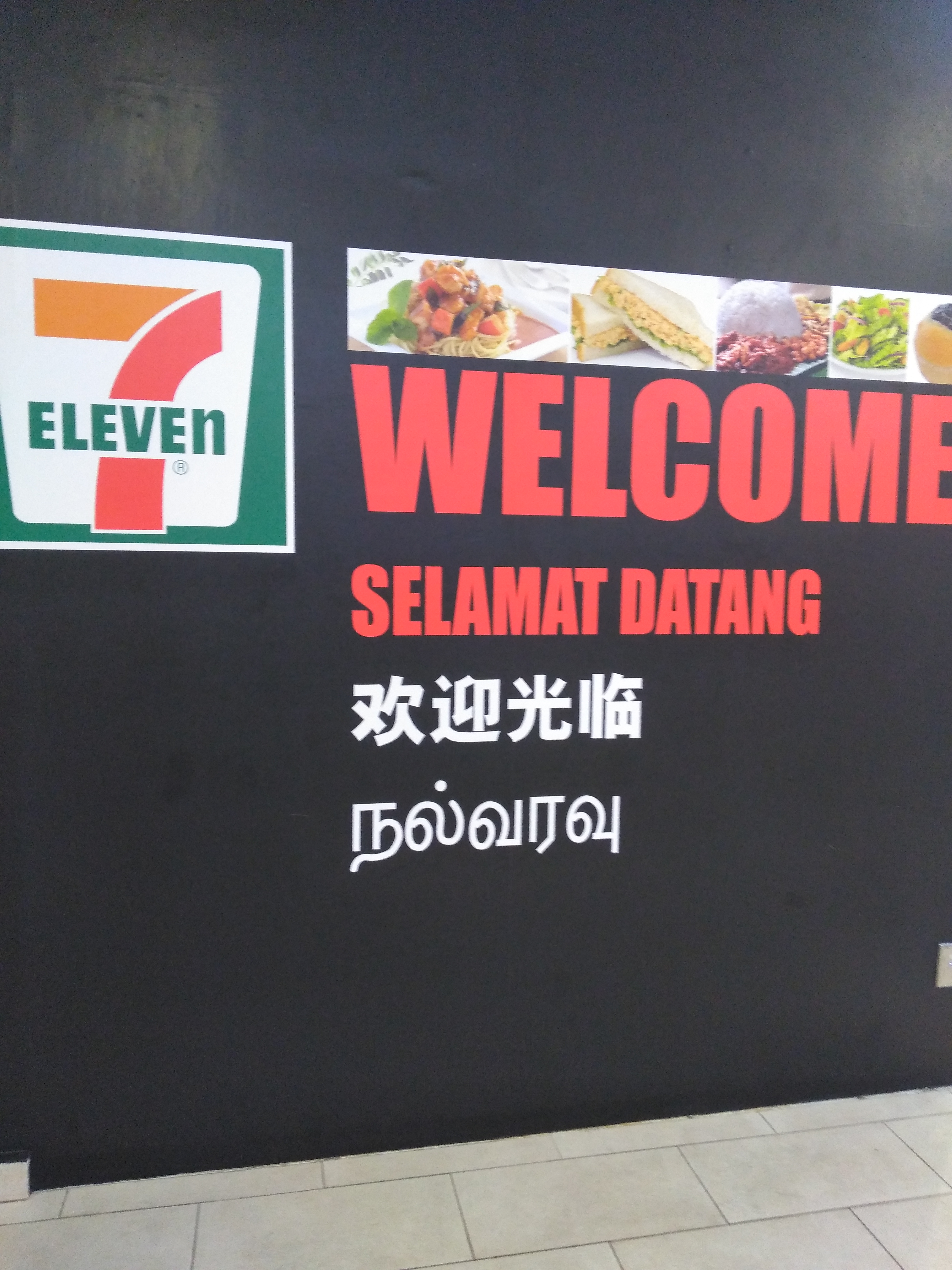
Un cartel en una tienda 7-Eleven que muestra los idiomas comunes en Malasia: malayo, inglés, chino y tamil

### Idiomas nativos en el Borneo de Malasia
Número estimado de hablantes en Malasia a partir de 2019: 

### Idiomas chinos en Malasia
Número estimado de hablantes en Malasia a partir de 2019: 

### Idiomas extranjeros
- Árabe
- Birmano
- Malayo de las Islas Cocos
- Filipino
- Japonés
- Camboyano
- Coreano